# Pico Miranda
El Pico Miranda es una formación de montaña ubicada en el Municipio Miranda (Mérida), Venezuela. A una altitud de 4.068 m s. n. m. el Pico Miranda es una de las montaña más alta en Venezuela. 

## Ubicación
El Pico Miranda se encuentra en un aislado espacio de montaña al norte del páramo Miranda y al oeste de los poblados de Mucuse y Piedra Gorda ubicadas en la carretera trasandina al sur de Timotes. A ese nivel y del lado oeste del páramo Miranda se encuentran el Alto del Totumo y el Pico El Fraile.